# Txeptxugovo
Txeptxugovo (en rus: Чепчугово) és un poble de l'óblast de Sverdlovsk, a Rússia, segons el cens del 2010 tenia un habitant.